# Sur les traces de ma fille
Sur les traces de ma fille (The Killing Game) est un téléfilm américain réalisé par Bobby Roth et diffusé le 30 octobre 2011 sur Lifetime Movie Network et en France le 3 février 2012 sur TF1.

## Synopsis
À la suite du meurtre de sa fille par un tueur en série, Eve Duncan devient sculpteur-légiste : elle reconstitue des visages à partir d'ossatures faciales. Secrètement, elle espère trouver parmi les ossements ceux de sa fille, Bonnie, dont le corps n'a jamais été retrouvé. Joe Quinn, son ami, lieutenant de la police à Atlanta, va à nouveau l'aider lorsqu'elle décide de traquer un psychopathe qui a désigné la jeune femme comme une de ses prochaines victimes. Le jeu commence lorsque ce mystérieux Dom téléphone à Eve pour lui révéler son intention de tuer une petite orpheline âgée de dix ans...

## Fiche technique
- Titre original : The Killing Game
- Réalisation : Bobby Roth
- Scénario : Jill E. Blotevogel d'après le roman éponyme d'Iris Johansen
- Pays : États-Unis
- Durée : 90 minutes

## Distribution
- Laura Prepon (VF : Micky Sebastian) : Eve Duncan[2]
- Ty Olsson (VF : Guillaume Orsat) : Joe Quinn
- Kavan Smith : Mark
- Teryl Rothery : Sarah Patrick
- Brian Markinson (VF : Patrick Bonnel) : Spiro
- Naomi Judd : Sandra Duncan[2]
- Jamie Bloch : Jane
- Laura Wilson : Debby Jordan
- Ian Butcher : Robert Fraser
- Kathryn Dobbs : Nancy Taylor

Sources et légende : Version française (VF) selon le carton de doublage français.